# 制度经济学
制度，指人际交往中的规则及社会组织的结构和机制。制度经济学（英語：Institutional economics）是把制度作为研究对象的一门经济学分支。它研究制度对于经济行为和经济发展的影响，以及经济发展如何影响制度的演变。美國經濟學家托斯丹·范伯倫被推崇為這個學派的創始者，華頓·漢彌爾頓在1919年發表於《美國經濟評論》的論文中歸納了先前的研究成果，並提出這個名稱。
新制度经济学的研究始于科斯《企业之性质》，科斯的贡献在于的将交易成本这一概念引入了经济学的分析中并指出企业和市场在经济交往中的不同作用。 奥利弗·威廉姆森、德姆塞茨等人对于这么新兴学科作出了重大的贡献。近30年，新制度经济学是蓬勃发展的经济学的一个分支。